# Kvalifikace na Mistrovství světa ve fotbale 1978 (CONMEBOL)
Kvalifikace na Mistrovství světa ve fotbale 1978 zóny CONMEBOL určila 2 účastníky finálového turnaje a jednoho účastníka mezikontinentální baráže.
Devítka účastníků byla rozlosována do 3 skupin po 3 týmech. Ve skupinách se utkal každý s každým dvoukolově doma a venku. Vítězové skupin postoupili do druhé fáze. V té se trojice týmů utkala jednokolově každý s každým na centralizovaném neutrálním místě. První dva týmy postoupily přímo na MS, zatímco třetí tým postoupil do mezikontinentální baráže proti celku ze zóny UEFA.

## První fáze

### Skupina 1
| Poř. | Tým      | B | Z | V | R | P | VG | IG | +/- |
| ---- | -------- | - | - | - | - | - | -- | -- | --- |
| 1    | Brazílie | 6 | 4 | 2 | 2 | 0 | 8  | 1  | 7   |
| 2    | Paraguay | 4 | 4 | 1 | 2 | 1 | 3  | 3  | 0   |
| 3    | Kolumbie | 2 | 4 | 0 | 2 | 2 | 1  | 8  | -7  |

| Datum                           | Domácí   | Výsledek | Hosté    |
| ------------------------------- | -------- | -------- | -------- |
| 20. února 1977, Bogotá          | Kolumbie | 0 – 0    | Brazílie |
| 24. února 1977, Bogotá          | Kolumbie | 0 – 1    | Paraguay |
| 6. března 1977, Asunción        | Paraguay | 1 – 1    | Kolumbie |
| 9. března 1977, Rio de Janeiro  | Brazílie | 6 – 0    | Kolumbie |
| 13. března 1977, Asunción       | Paraguay | 0 – 1    | Brazílie |
| 20. března 1977, Rio de Janeiro | Brazílie | 1 – 1    | Paraguay |

Brazílie postoupila do druhé fáze.

### Skupina 2
| Poř. | Tým       | B | Z | V | R | P | VG | IG | +/- |
| ---- | --------- | - | - | - | - | - | -- | -- | --- |
| 1    | Bolívie   | 7 | 4 | 3 | 1 | 0 | 8  | 3  | 5   |
| 2    | Uruguay   | 4 | 4 | 1 | 2 | 1 | 5  | 4  | 1   |
| 3    | Venezuela | 1 | 4 | 0 | 1 | 3 | 2  | 8  | -6  |

| Datum                       | Domácí    | Výsledek | Hosté     |
| --------------------------- | --------- | -------- | --------- |
| 9. února 1977, Caracas      | Venezuela | 1 – 1    | Uruguay   |
| 27. února 1977, La Paz      | Bolívie   | 1 – 0    | Uruguay   |
| 6. března 1977, Caracas     | Venezuela | 1 – 3    | Bolívie   |
| 13. března 1977, La Paz     | Bolívie   | 2 – 0    | Venezuela |
| 17. března 1977, Montevideo | Uruguay   | 2 – 0    | Venezuela |
| 27. března 1977, Montevideo | Uruguay   | 2 – 2    | Bolívie   |

Bolívie postoupila do druhé fáze.

### Skupina 3
| Poř. | Tým     | B | Z | V | R | P | VG | IG | +/- |
| ---- | ------- | - | - | - | - | - | -- | -- | --- |
| 1    | Peru    | 6 | 4 | 2 | 2 | 0 | 8  | 2  | 6   |
| 2    | Chile   | 5 | 4 | 2 | 1 | 1 | 5  | 3  | 2   |
| 3    | Ekvádor | 1 | 4 | 0 | 1 | 3 | 1  | 9  | -8  |

| Datum                              | Domácí  | Výsledek | Hosté   |
| ---------------------------------- | ------- | -------- | ------- |
| 20. února 1977, Quito              | Ekvádor | 1 – 1    | Peru    |
| 27. února 1977, Guayaquil          | Ekvádor | 0 – 1    | Chile   |
| 6. března 1977, Santiago de Chile  | Chile   | 1 – 1    | Peru    |
| 12. března 1977, Lima              | Peru    | 4 – 0    | Ekvádor |
| 20. března 1977, Santiago de Chile | Chile   | 3 – 0    | Ekvádor |
| 26. března 1977, Lima              | Peru    | 2 – 0    | Chile   |

Peru postoupilo do druhé fáze.

## Druhá fáze
| Poř. | Tým      | B | Z | V | R | P | VG | IG | +/- |
| ---- | -------- | - | - | - | - | - | -- | -- | --- |
| 1    | Brazílie | 4 | 2 | 2 | 0 | 0 | 9  | 0  | 9   |
| 2    | Peru     | 2 | 2 | 1 | 0 | 1 | 5  | 1  | 4   |
| 3    | Bolívie  | 0 | 2 | 0 | 0 | 2 | 0  | 13 | -13 |

| Datum                   | Domácí   | Výsledek | Hosté   |
| ----------------------- | -------- | -------- | ------- |
| 10. července 1977, Cali | Brazílie | 1 – 0    | Peru    |
| 14. července 1977, Cali | Brazílie | 8 – 0    | Bolívie |
| 17. července 1977, Cali | Peru     | 5 – 0    | Bolívie |

Týmy Brazílie a Peru postoupily na Mistrovství světa ve fotbale 1978. Bolívie postoupila do mezikontinentální baráže.